# Ricsárdgír
A Ricsárdgír szentendrei gyökerű, öndefiniciójuk szerint "art-fart pop" stílusban játszó magyar könnyűzenei együttes volt. Nevük Richard Gere amerikai színészre utalt.

## Története
A 2010-ben alapított formáció fellépései egyes sajtótermékek szerint "stand-up comedy-be oltott performanszokra emlékeztettek". Játszottak a Tudósok előzenekaraként, drMáriás írta az első zenekritikájukat. Az együttes Mindenki boldog című dalának videóklipjével az RTL Klub híradója is foglalkozott. 2022-ben léptek fel a Sziget Fesztiválon. A búcsúkoncertjüket 2023. május 18-án, a Budapest Parkban tartották, ezután feloszlottak. A Ricsárdgír 2024. április 30-án Facebookra kikerült posztjában jelentette be, hogy a zenekar két tagja (Borszukovszky Flóra és Zsirai András) korábbi együttesükből a Blue Tips-ből ismert Vincze Mátéval, a Kesh-ből ismert Hegedűs Ádámmal és a Tudósok-ból ismert Gulyás Leventével Tigris Szofi néven új zenei projektbe kezdett. Az új zenekarra leginkább az alternatív rock hatások jellemzőek, de más műfajok (mint például az art rock, a blues, a punk és a surf rock) stílusjegyei is megjelennek a dalaikban. 

## Tagjai
- Papp Éva: ének[1]
- Márton Dániel: ének, gitár, dalszövegíró[1][2]
- Paál László: szintetizátor[1][2]
- Zsirai András: basszusgitár[1][2]
- Huszár Ákos: dob[1]
- Tóth Dóra Lilla: hegedű[1]
- Borszukovszky Flóra: ének[1]

## Diszkográfia
- Nincsen sárkány, 2013[8]
- The Dark Side Of The Moon, 2016[8]
- Rise of the Koala, 2019[8]
- Kill the Koala, 2023[10][11]